# A62 (Frankrijk)
De A62, ook wel Autoroute Des Deux Mers genoemd, is een autosnelweg van 243 kilometer lang in Frankrijk, die de steden Toulouse en Bordeaux met elkaar verbindt. Deze weg begint bij zowel Bordeaux als bij Toulouse als een zijtak van de rondweg. De weg werd in 1975 geopend.